# عبدالله بیدان
عبدالله بیدان (انگلیسی: Abdellah Bidane؛ زادهٔ ۱۹ اوت ۱۹۶۷) بازیکن سابق فوتبال اهل مراکش است. 
وی از سال ۱۹۸۱ تا ۱۹۸۶ در تیم ملی فوتبال مراکش بازی انجام داده است و عضو این تیم در جام جهانی فوتبال ۱۹۸۶ بوده است.